# Hanna Kunce-Gołębiowska
Hanna Kunce-Gołębiowska (ur. 8 listopada 1937 w Krakowie, zm. 19 lutego 2018) – graficzka, malarka.

## Życiorys
Absolwentka Wydziału Grafiki Akademii Sztuk Pięknych w Krakowie w latach 1955–1961. Dyplom z wyróżnieniem w Pracowni Liternictwa u prof. Adama Stalony-Dobrzańskiego i w Pracowni Litografii u prof. Włodzimierza Kunza w 1961 roku. W 1964 roku była głównym projektantem aranżacji wystawy na obchody jubileuszowe 600-lecia istnienia Uniwersytetu Jagiellońskiego i kierownikiem zespołu. Wystawa prezentowana była w 26 państwach.
Stypendystka Miasta Krakowa w dziedzinie sztuki w 1985 roku. Kurator wystaw sztuki polskiej w Norymberdze.  
Członkini Związku Polskich Artystów Plastyków w Krakowie.

## Wyróżnienia
Wyróżnienie honorowe w Ogólnopolskim konkursie na znak graficzny Petrochemii (Projekt 4/37/1963).